# Tubarão-cinzento-dos-recifes
Carcharhinus amblyrhynchos, comummente conhecido como tubarão-cinzento-dos-recifes, é uma espécie de tubarão do género Carcharhinus. Um grande predador dos oceanos, potencialmente perigoso a humanos, que se alimenta de peixes dos recifes, moluscos e artrópodes.

## Características
Podendo chegar a mais de 250 cm, o tubarão-cinzento-dos-recifes é um vivíparo, com gestação de 12 meses (um ano). Estes tubarões nadam em profundezas maiores do que 280 metros.
É uma espécie com muita atividade social, nadando em conjunto com os seus semelhantes a grandes velocidades. Tem grande interesse pelo que lhe é estranho, investigando mesmo sem estímulo alimentar, como por exemplo, mergulhadores. Apesar de serem ativos durante o dia, são de maior atividade durante a noite, podendo também permanecer imóveis no fundo por muito tempo. A maturação dos machos ocorre, quando atingem os 130 cm e a das fêmeas quando atingem 120 cm. É um tubarão de médio porte. Tem uma coloração cinzenta na zona dorsal e branca na dorsal. A primeira barbatana dorsal é totalmente cinzenta, a margem posterior da barbatana caudal revela uma linha negra e as restantes barbatanas apresentam, por vezes, manchas negras. Eles deslizam pela água com pouco esforço. Sua pele é recoberta de minúsculos dentículos que quebram a resistência entre o corpo do tubarão e a água, diminuindo o arrasto e permitindo que os tubarões nadem com maior eficiência. Acreditava-se que quanto mais lisa a pele, mais facilmente ele se deslocava pela água mas as pesquisas demonstraram que o oposto é verdadeiro. Comparado com um submarino, o tubarão precisa de seis vezes menos força de empuxo para se deslocar pela água.

## Habitat
É muito comum no oceano Índico, e no Pacífico central. Vive em zonas costeiras e pelágicas, junto a recifes (o recife de corais tropical é o lar do tubarão-cinzento-dos-recifes, onde várias outras espécies também vivem, cada uma ocupando uma parte diferente do recife). ou perto das áreas que fazem fronteira com a plataforma continental e as fossas abissais. Há cardumes de tubarões-cinzentos-dos-recifes que patrulham os limites do recife, onde eles mergulham em águas mais profundas, onde interceptam peixes que sobem das profundezas ao anoitecer.